# Кабачок Володимир Андрійович
Володимир Андрійович Кабачок (15 липня 1892, Петрівці — 15 червня 1957, Київ) — видатний український бандурист, співак, диригент та педагог.

## Життєпис
Співав в архієрейському хорі Полтави до 1907 р. У місті закінчив початкову школу, а згодом і музичне училище (1907–1911). Від 1913-го навчався в Московській консерваторії звідки під час I СВ був мобілізований до війська. Після демобілізації «за станом здоров'я» одружився у 1916 році. Через складні матеріальні умови не зміг поновитися на навчання в консерваторії.
Професійно грав на тромбоні, контрабасі та ударних інструментах. Основоположник та мистецький керівник Полтавської капели бандуристів (1925–1934).
Заарештований в січні 1934-го, але після 4 місяців утримання під вартою «за недостатньою кількістю доказів» його звільнили. Згодом проходив по справі колишнього учасника Полтавської капели І. Борця.
Після звільнення влаштувався литавристом у Полтавському міському оркестрі. Згодом — артист оркестру «ВДТ» в Ленінграді, а також у клубі «Експортлісу» в Автово, де працювало багато українців, з яких утворив український хор. При клубі створив капелу бандуристів, яка виступала в місті та Ленінградській області. Повторно заарештований у серпні 1937-го. Засуджений на 10 років колимських виправних таборів. У 1943 р. переведений в Ташкент.
1943–1944 — соліст-бандурист Ташкентської філармонії, керівник оркестру народних інструментів хору Г. Верьовки. Від 1945-го викладач музичного училища ім. Р. Глієра та Київської консерваторії.
Основоположник тріо, квартетів та інших малих ансамблів бандуристів. У 1952 році створив перше тріо бандуристок у складі Т. Поліщук, В. Третякової та Н. Павленко.
Помер Володимир Кабачок 15 червня 1957 року, похований на столичному Печерському кладовищі.

## Вшанування пам'яті

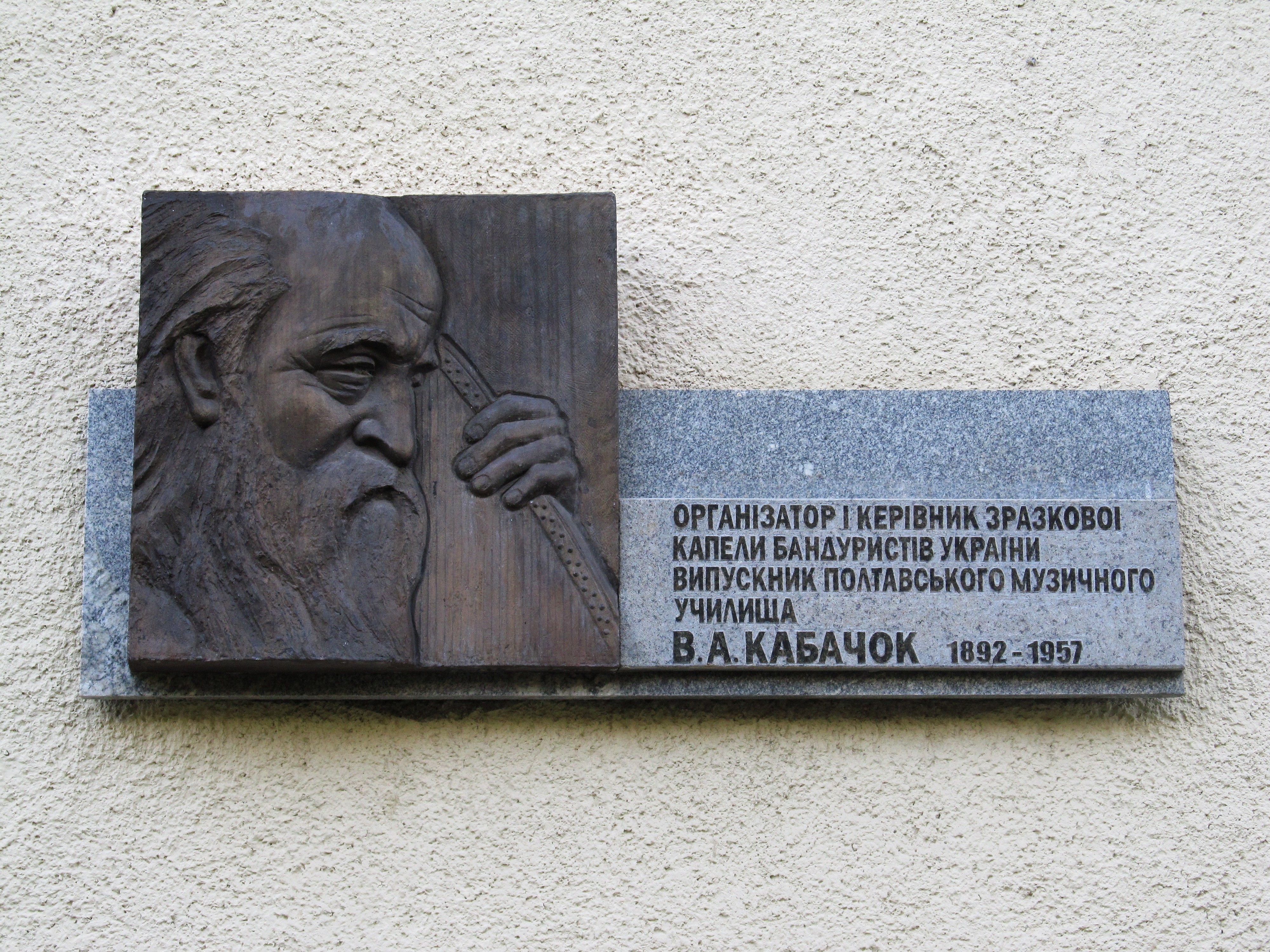
Меморіальна дошка на будівлі музичного училища ім. М. Лисенка.

2005-го в Петрівцях відкрито пам'ятник Володимиру Кабачку. 
На Полтавщині щороку відбувався Регіональний огляд-конкурс бандуристів імені Володимира Кабачка. Започаткований у 1996 році. З 2006 року проводився як регіональний конкурс у Миргороді, у санаторії імені Гоголя. Організатори та спонсори конкурсу — Департамент культури і туризму Полтавської обласної державної адміністрації, Обласний методичний кабінет навчальних закладів мистецтва та культури, Полтавське музичне училище ім. М. В. Лисенка. Останній, 2019 року — у Полтаві.

## Учні
- Баштан С. В.
- Серафима Баштан
- Грицай А. Ю.
- Ніна Писаренко
- Валентина Третякова
- Ніна Павленко
- Тамара Поліщук
- Елеонора Пилипенко-Миронюк

## Бандури
Бандура В. Кабачка знаходиться в музеї Театрального мистецтва Печерської Лаври.
160. Бандура, на якій грав В.Кабачок. 1930-i рр. Звукоряд хроматичний, 14 басів, 25 приструнків; пристосування для підвищення звучання на 1/2 тона у вигляді кнопок; є демпфер; головка грифа має різьблене обрамлення у вигляді дубового листка, навколо верхньої деки — інкрустація деревом; клен, ялина. Довж. 104. № 2584.

## Друковані праці
Школа гри на бандурі [Архівовано 8 січня 2016 у Wayback Machine.]. — К., 1958